# Tahiti Nui Television
Tahiti Nui TV (en francés: Tahiti Nui Télévision), abreviado como TNTV, es un canal de televisión de la Polinesia Francesa. Fue lanzado el 29 de junio de 2000 y está tanto en francés como en tahitiano.

## Programación
Ver: Lista de programas emitidos por Tahiti Nui Television
TNTV transmite tres noticias con programas de televisión, Te ve'a, The Journal y Manihini.